# Kap Hordern
Kap Hordern ist ein eisfreies, von Moränenschutt überlagertes Kap an der Knox-Küste des ostantarktischen Wilkeslands. Es liegt am Nordwestende der Bunger Hills.
Vermutlich wurde es vom australischen Geophysiker Alexander Lorimer Kennedy (1889–1972) und weiteren Mitgliedern der Western Base der Australasiatischen Antarktisexpedition (1911–1914) unter Douglas Mawson vom Watson Bluff aus entdeckt. Kennedy kartierte die Westflanke des Kaps als kleine Insel nördlich des Kap Hoadley. Mawson benannte das vermeintliche Eiland Hordern-Insel nach dem australischen Geschäftsmann Samuel Hordern (1876–1956), einem Sponsor der Forschungsreise. Das Advisory Committee on Antarctic Names nahm anhand eines Vergleichs der von Kennedy vorgenommenen Kartierung mit eigenem Kartenmaterial, das 1955 anhand von Luftaufnahmen der Operation Highjump (1946–1947) entstand, eine Umbenennung in die heutige Form vor.